# 1996 en photographie
| Années de la photographie : 1993 - 1994 - 1995 - 1996 - 1997 - 1998 - 1999    |
| Décennies de la photographie : 1960 - 1970 - 1980 - 1990 - 2000 - 2010 - 2020 |

Cet article présente les faits marquants de l'année 1996 en photographie.

## Événements

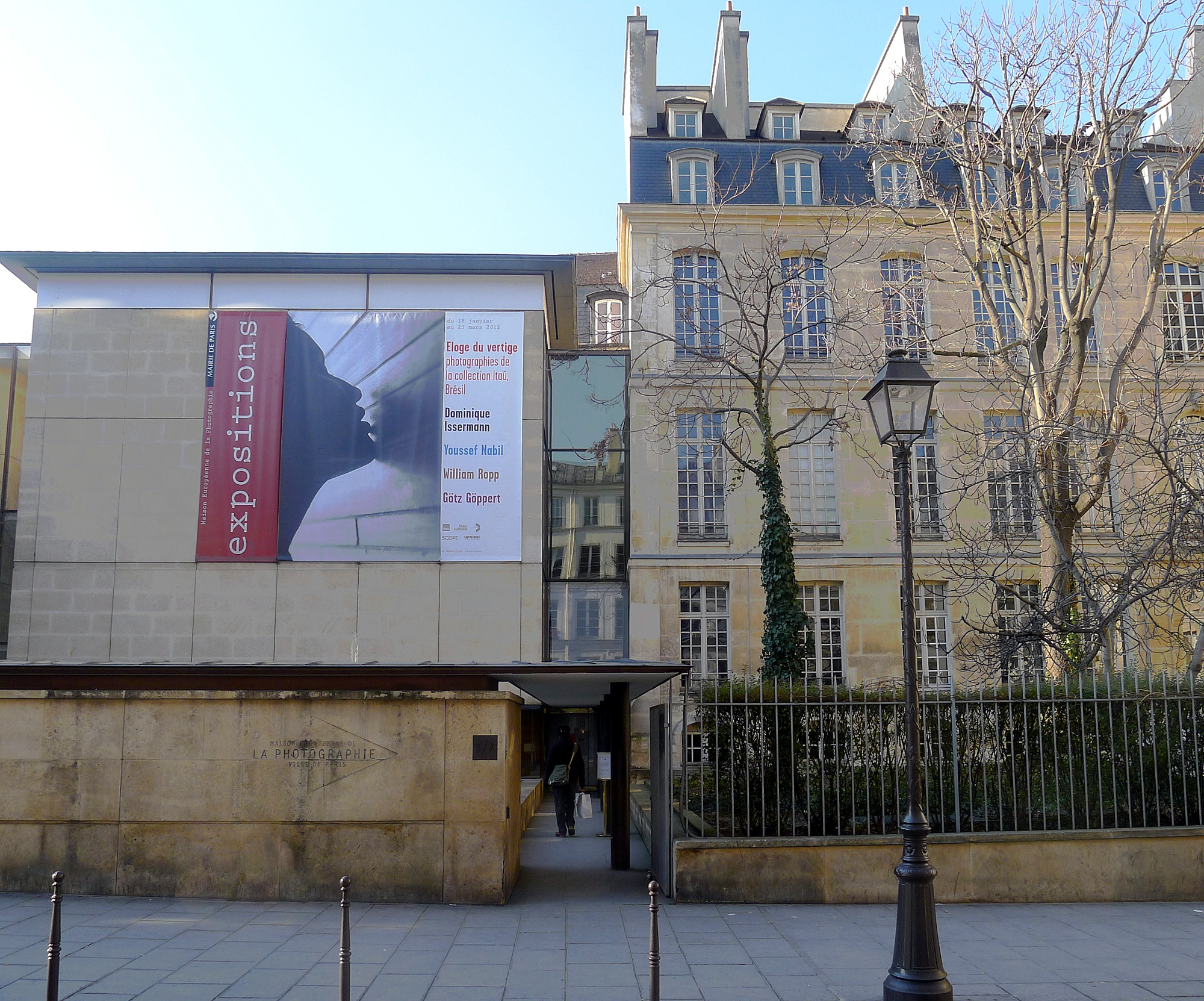
La Maison européenne de la photographie en 2012.

- février : ouverture à Paris de la Maison européenne de la photographie (MEP), un centre d'exposition de photographie dans l'ancien hôtel Hénault dans le Marais[1].
- avril : inauguration de la Maison de la photographie Robert-Doisneau, un centre d'exposition de photographie à Gentilly en France, dans le Val-de-Marne.

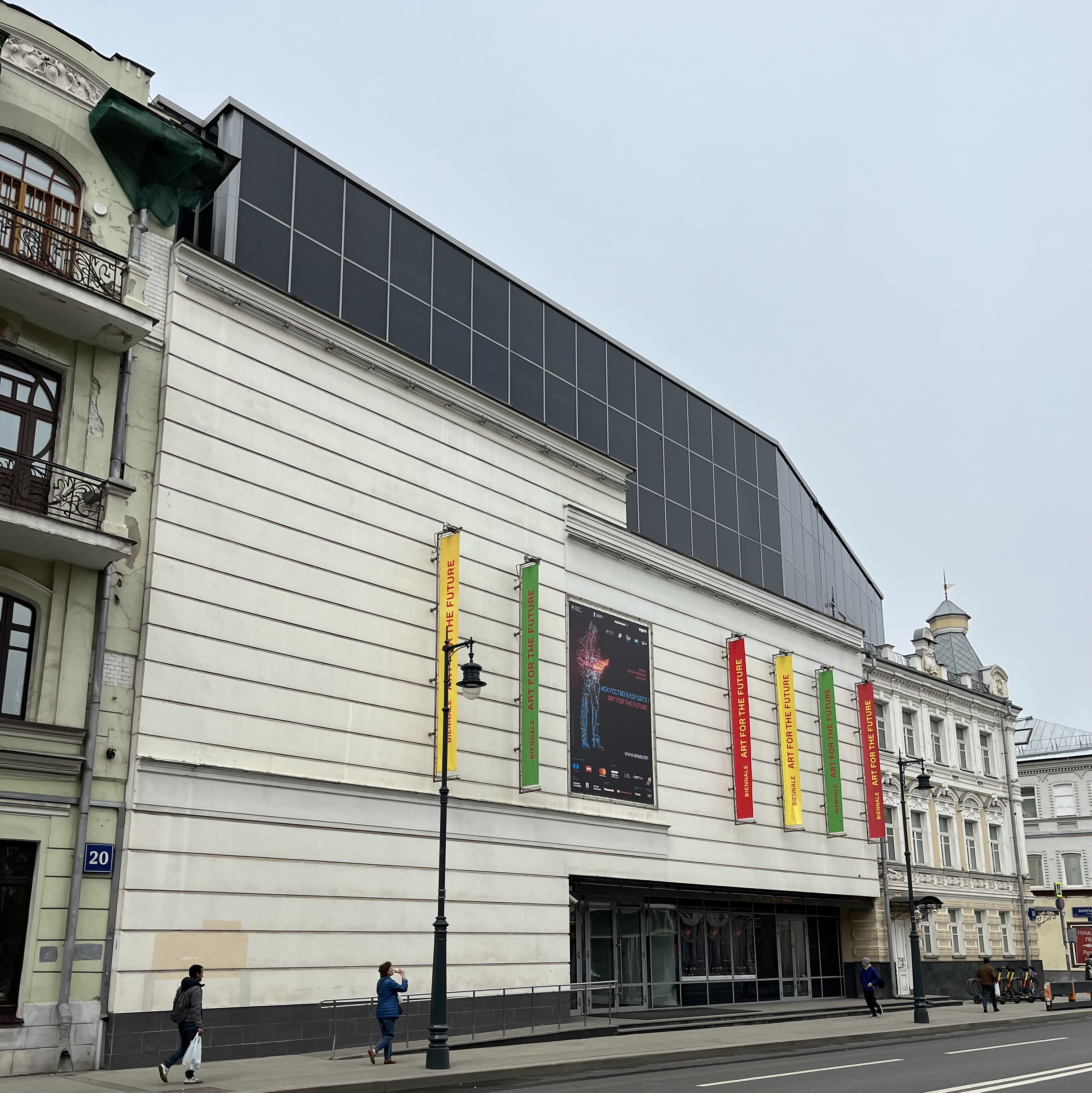
La Maison moscovite de la photographie en 2022.

- Création à Copenhague au Danemark du Musée national de photographie du Danemark (en) et du Fotografisk Center (en).
- Ouverture à Moscou de la Maison moscovite de la photographie, premier musée russe spécialisé dans la photographie.
- Création de la Galerie Esther Woerdehoff, galerie d'art photographique basée à Paris et à Genève.
- La collection Photo Poche, créée en 1982 par Robert Delpire au Centre national de la photographie, est rachetée par Nathan[2].
- Fondation à Paris par l'historien André Gunthert de la revue semestrielle Études photographiques, éditée par la Société française de photographie et consacrée à la recherche en matière de photographie et d'études visuelles.
- Création en France par les photographes Jean-François Bauret, Yan Morvan et Didier de Faÿs du magazine en ligne Photographie.com.
- Les firmes Kodak, Fujifilm, Minolta, Nikon, Canon et quelques autres fabricants introduisent un nouveau format de pellicule photographique, le format APS ou Advanced Photo System (Système Photographique Avancé).
- La firme japonaise Nikon commercialise le Nikon F5, un appareil photographique reflex mono-objectif professionnel entièrement en métal.
- septembre : la firme japonaise Canon commercialise le Canon EOS 500N, un appareil photo reflex argentique 35 mm.

## Photographies notables
- Andreas Gursky, Rhein I (en)[3].
- Pierre et Gilles, Le Fumeur de narguilé, photographie peinte marouflée sur aluminium[4].

## Livres de photographies
- Antoine Agoudjian (préf. Michéa Jacobi), Istanbul peut-être, Marseille, Éditions Parenthèses, coll. « Photographies », 1996, 65 p. (ISBN 978-2-86364-096-8).
- (en) Richard Billingham, Ray's A Laugh, Zürich, Scalo •   (ISBN 9783931141257)).
- Patrick Bourboulon, Photographier le nu, photographies de Jacques Bourboulon, Paris, éditions VDM, 93 p. •  (ISBN 2-86258-169-0).
- (en) Loren Cameron, Body Alchemy: Transsexual Portraits, Berkeley, Cleis Press, 110 p. •  (ISBN 978-1-57344-062-2).
- Françoise Huguier (préf. Claire Denis), Secrètes, Arles, Actes Sud, coll. « Art et nature », 87 p. (ISBN 2-7427-1067-1)[5].
- (fr) Sebastião Salgado, Noël Copin et Jean Lacouture, 100 photos pour défendre la liberté de la presse, Paris, Reporters sans frontières, 95 p. •  (ISBN 2-908830-25-6).

## Études, essais, articles
- Robert Adams (trad. Carole Naggar), Essais sur le beau en photographie, Périgueux, Fanlac, 1996, 136 p. : édition française de 'Beauty in Photography. Essays in Defense of Traditional Values, publié en 1981 à New York[6],[7].

## Expositions
- 17 janvier - 5 avril :  Édouard Baldus, photographe, Musée national des monuments français, Paris.
- janvier - 11 février : Raymond Depardon. San Clemente, galerie L'Abattoir, Chalon sur Saône[8].
- 7 février - 23 avril : Antagonismes : 30 ans de photographie autrichienne, Centre national de la photographie, Hôtel Salomon de Rothschild, Paris.
- 3 mars - 19 mai : Harry Callahan, National Gallery of Art, Washington

puis 14 septembre - 24 novembre : Philadelphia Museum of Art, Philadelphie ; 11 février 1997 - 6 avril 1997 : High Museum of Art, Atlanta.
- 7 mars - 4 mai : Charles Aubry photographe, Bibliothèque nationale de France, Galerie Colbert, Paris[9].
- 27 mars - 9 juin : Souveraine Angleterre. L'âge d'or de la photographie britannique à travers les collections de la Royal Photographic Society 1839-1917, Hôtel de Sully, Paris[10],[11]

puis 6 septembre - 6 octobre : Musée Matisse, Nice.
- 13 avril - 9 juin : Ilse Bing : Fotografien, 1929-1956, Musée Suermondt-Ludwig, Aix-la-Chapelle[12].
- 17 avril - 16 juin : Une aventure contemporaine, la photographie, 1955-1995, Maison européenne de la photographie, Paris[13].
- 1er juillet - 30 septembre : De la mer de Chine au Tonkin : photographies, 1886-1904, exposition consacrée à Auguste François, Musée Paul-Dupuy, Toulouse.
- 14 septembre - 20 octobre : Man Ray : rétrospective photographique 1917-75, Tokyo Station Gallery, Tokyo

puis 29 octobre - 11 novembre 1996 : Daimaru Museum, Osaka ; 3 avril - 15 avril 1997 : Daimaru Museum, Kyoto.
- 16 octobre - 5 janvier 1997 : Paul Burty Haviland, 1880-1950, photographe, Musée d'Orsay, Paris[14].
- 31 octobre - 4 janvier 1997 : La révolution de la photographie instantanée 1880-1900, Bibliothèque nationale, Paris, commissaires d'exposition Sylvie Aubenas et André Gunthert, dans le cadre du Mois de la photo[15].
- 31 octobre - 4 février 1997 : Willy Ronis, 70 ans de déclics, Pavillon des Arts, Les Halles, Paris, dans le cadre du Mois de la photo[16].
- 6 novembre - 3 février 1997 : Hippolyte Arnoux. Photographe de l’Union des mers, Centre historique des Archives nationales, Hôtel de Soubise, Paris[17].
- 30 novembre - 2 février 1997 : Alles Wahrheit ! Alles Lüge ! Photographie und Wirklichkeit im 19. Jahrhundert. Die Sammlung Robert Lebeck, Musée Wallraf-Richartz et Musée Ludwig, Cologne[18].
- 4 décembre - 31 mars 1997 : La photographie contemporaine en France : dix ans d'acquisitions du Fonds national d'art contemporain et du Musée national d'art moderne, centre Georges Pompidou, Paris[19].
- 19 décembre - 16 février 1997 : La couleur sensible : photographies autochromes, 1907-1935, Centre de la Vieille Charité, Marseille[20].
- Pioniers in Beeld, exposition de 26 photographes belges pionniers de la photographie, Musée de la photographie d'Anvers.
- Est-ce ainsi que les hommes vivent… Humanisme et photographie, exposition inaugurale à la Maison de la photographie Robert-Doisneau, Gentilly.

## Festivals et congrès photographiques
- 7 juillet - 18 août : 27es Rencontres de la photographie d'Arles, thème : Réels, fictions, virtuel[21],[22],[23].
- 31 août - 15 septembre : 8e édition du festival Visa pour l'image à Perpignan[24].
- 3es Rencontres africaines de la photographie à Bamako au Mali[25],[26].
- 18 - 23 septembre : photokina, Cologne.
- novembre : 9e Mois de la photo, Paris[27].
- Création et première édition de la Photobiennale de Moscou.

## Prix et récompenses
- Grand Prix national de la photographie : Jean-Paul Goude.
- Prix Niépce : Lise Sarfati.
- Prix Nadar : Marie Cécile Bruwier et Alain D'Hooghe, Les trois grandes égyptiennes : les pyramides de Gizeh à travers l'histoire de la photographie, Paris, éditions Marval, 1996, 185 p.  (ISBN 2-86234-216-5).
- Prix Bayeux-Calvados des correspondants de guerre : James Nachtwey (Magnum pour Time).
- Grand prix Paris Match du photojournalisme : Laurent Van der Stockt pour Grozny.
- Prix Roger-Pic : Jane Evelyn Atwood pour sa série intitulée Les prisons.
- Prix Voies Off : Antoine d'Agata.
- Création du Prix Élysée de la photographie, récompensant la meilleure photographie faite de la présidence de la République française. Premier lauréat : Pascal Le Segretain.
- Prix HSBC pour la photographie : Éric Prinvault et Henry Ray.
- Prix Oskar-Barnack : Jane Evelyn Atwood.
- Prix Erich-Salomon : Regina Schmeken.
- Prix culturel de la Société allemande de photographie : Karl Lagerfeld.
- Création du Prix Citigroup Photography par la galerie de photographie londonienne The Photographers' Gallery et l'entreprise Deutsche Börse spécialisée dans les opérations boursières. Premier lauréat en 1997.
- Prix national de portrait photographique Fernand-Dumeunier : Franck Christen.
- Prix Paul-Émile-Borduas : Charles Gagnon.
- Prix du duc et de la duchesse d'York : non attribué.
- Prix national de la photographie (Espagne) : Cristina García Rodero.
- Prix Robert Capa Gold Medal : Corinne Dufka (en), photographies de la guerre civile au Libéria.
- Prix Pulitzer : 
  - Prix Pulitzer de la photographie d'article de fond (Pulitzer Prize for Feature Photography) : Stephanie Welsh pour ses photographies sur l'excision d'une jeune étudiante au Kenya.
  - Pulitzer Prize for Spot News Photography : Charles Porter IV, photographe indépendant, pour ses photographies prises après l’attentat d’Oklahoma City et distribuées par Associated Press, montrant une victime âgée d’un an récupérée par un pompier.
- Prix Ansel-Adams : non attribué.
- Prix W. Eugene Smith : Gideon Mendel.
- Infinity Awards
  - Prix pour l'œuvre d'une vie : Cornell Capa.
  - Prix de la publication Infinity Award : Gilles Peress, The Silence, Zurich, Scalo Verlag, 1995, 208 p.  (ISBN 9781881616382).
  - Infinity Award du photojournalisme : Lise Sarfati.
  - Infinity Award for Art : Annette Messager.
  - Prix de la photographie appliquée : Wolfgang Volz.
- Prix Higashikawa. Photographe japonais : Kikuji Kawada ; photographe étranger : Gundula Schulze el Dowy ; photographe espoir : Taiji Matsue ; prix spécial : Ikuo Nakamura.
- Prix Kimura Ihei : Naoya Hatakeyama.
- Prix Ken-Domon : Katsumi Sunamori.
- Prix de la Société de photographie de Tokyo : Masato Seto et Toppan Printing.
- World Press Photo de l'année : Lucian Perkins, photographie prise en 1995 pendant la première guerre de Tchétchénie (un garçon regarde par l'arrière d'un autobus rempli de réfugiés qui fuient les combats)[28].
- Centenary Medal de la Royal Photographic Society : Freddie Young.
- Prix international de la Fondation Hasselblad : Robert Frank
- Création du Prix suédois du livre photographique décerné par la Société suédoise de photographie. Premier lauréat : Anders Petersen pour Ingen har sett allt, Stockholm, Legus Förlag, 1995.
- Prix national vénézuélien de la photographie : Luis Brito.

## Naissances
- 1er janvier : Ameer Al Halbi, photojournaliste syrien.
- 10 février : Jonathan Bertin, photographe français.

- Date précise inconnue ou non renseignée :
  - Lucas Barioulet, photojournaliste français.
  - William Keo, photojournaliste franco-cambodgien.

## Décès
- 11 février : Pierre Verger, photographe français, né le 4 novembre 1902.
- 19 février : Theodor Jung, photographe américain, né le 29 mai 1906.
- 12 mars : Meta Erna Niemeyer, connue sous le nom de Ré Soupault, photographe, styliste et traductrice française d'origine allemande, née le 29 octobre 1901.
- 11 avril : Jean Lattès, photojournaliste français, né le 1er mai 1917.
- 26 avril : Henry Clarke, photographe de mode américain, né le 1918.
- 2 juillet : Natalia Bode, photographe et photojournaliste russe et soviétique, née le 30 décembre 1914.
- 16 août : Gertrude Fehr, photographe et enseignante de la photographie allemande, née le 5 mars 1895.
- 19 septembre : Olga Lander, photographe russe, née le 10 avril 1909.
- 6 novembre : Albert Detaille, photographe et éditeur français, né le 12 février 1903.
- 22 novembre : Terence Donovan, photographe britannique, né le 14 septembre 1936.
- 17 décembre : François Tuefferd, photographe français, né le 30 mai 1912.

- Date précise non renseignée ou inconnue : 
  - Maryam Şahinyan, photographe turco-arménienne, née en 1911.

## Célébrations
Centenaire de naissance
- Ergy Landau
- Tina Modotti
- Martin Munkácsi
- Jean Roubier
- Josef Sudek
- Lorenz Saladin

Centenaire de décès
- Mathew Brady
- Paul Jeuffrain
- Napoléon Sarony

Bicentenaire de naissance
- Andreas von Ettingshausen
- Johann Baptist Isenring
- Hugh Lee Pattinson.
- Marcin Zaleski